# Föld körüli pályán végrehajtott randevú koncepció
A Föld körüli pályán végrehajtott randevú koncepció, vagy más néven EOR koncepció (Earth Orbit Rendezvous) a Holdra szállás egyik elméleti modellje volt, amelyet a NASA rövid ideig követett, amíg a végül győztes LOR koncepciót ki nem választották és végül meg nem valósították. Az elképzelés kidolgozója Wernher von Braun a Németországból a második világháború után az Egyesült Államokba honosított német rakétatudós volt, aki elméleti munkáival és gyakorlati terveivel is segítette újdonsült hazáját annak űrprogramjainak sikerében a hidegháborús űrverseny során. 
Az EOR koncepció a kezdeti – technikailag lényegében megvalósíthatatlan – közvetlen leszállás koncepciójának meghaladását jelentette, amikor azt javasolta, hogy az egyetlen a Földről felszálló, majd közvetlenül a Holdon leszálló, majd onnan ismét felszálló és a Földre visszatérő űrhajó – és annak célba juttatásához szükséges rakéta – helyett a Holdhoz indított hasznos tömeget osszák fel több egységre, azt bocsássák fel a Földről több rakéta segítségével, majd ezeket a csomagokat Föld körüli pályán összedokkolva irányítsák a Holdhoz. Az elgondolás azonban nem reflektált több további problémára, így főként a holdi felszállás nehézségeire, amelyre végül a LOR koncepció adott választ, így a NASA elvetette az EOR-t és helyette a LOR-t valósította meg, sikerrel.

## Története
A Holdra szállás jó ideig a sci-fi irodalom egyik ábrándja volt, bár tudományos igénnyel is készültek koncepciók rá (például  Ciolkovszkij 1920-as, Távol a Földtől című munkájában, vagy Jurij Kondratyuk 1916-os jegyzetei a moduláris űrhajók alkalmazásáról a Hold eléréséhez) az 1910-es, -20-as években. Azonban ezek még elszigetelt gondolkodók kuriózumszámba menő művei voltak. Az első koncepció, amely tudományos alapokon állt és éppen az volt a célja, hogy a közvélemény támogatását elnyerve állami program szintjére emelkedhessen, Wernher von Braun és Willy Ley elképzelése volt, amely egy népszerű tudományos magazinban, a Collier's-ben  jelent meg folytatásokban. 
Von Braun célja a cikksorozattal az volt, hogy népszerű, ismeretterjesztő módszerekkel vigye közel nagyobb tömegekhez az addig inkább a fantazmagóriák világában helyet foglaló űrkutatást, amely akkor már kezdett technikailag megvalósítható, kézzel fogható valósággá válni (és amelyet mindössze 3 évvel a publikálás után a Szovjetunió a hidegháborúban valamilyen mértékben meg is valósított a Szputnyik–1 felbocsátásával. Von Braun és Ley többféle alternatív űrprogramot vázolt: űrállomás létesítését, ahová személyszállító űrhajók szállítják a legénységet, vagy éppen a Hold, vagy a Mars meghódítása.
Amikor a Szputnyik–1 felbocsátásának hatására Amerika minden áron vissza szeretett volna vágni a szovjeteknek az űrbeli tevékenység területén és ezért felpörgette saját űrerőfeszítéseit, nagyon hamar előkerült a Hold meghódítása, mint lehetséges válaszlépés az űrversenyben. Amikor 1961. április 12-én a szovjetek ismét az amerikaiakat megelőzve bocsátották fel Jurij Gagarint, az első embert a világűrbe, a hivatalban levő Kennedy kormányzat hirtelenjében hivatalossá is tette, hogy a NASA az 1960-as évtized végéig embert juttat a Holdra. Az Apollo–program elindulásakor a direkt leszállás lett egy rövid időre a megvalósítás módja a Holdra szállással kapcsolatosan és ennek legfőbb eszközét, a kifejlesztendő Nova rakétát is megnevezte Wernher von Braun, mint fejlesztési célt. 
Azonban a direkt leszállás számos fejlesztési, logisztikai és egyéb olyan problémát vetett fel, amelyet valószínűleg nem tudtak volna a megadott időkereten belül megoldani, így nagyon hamar alternatívát kapott a direkt leszállás, amely az EOR koncepció nevet kapta és a feljuttatandó tömeg problémájára reflektált (legalábbis részben).

## A koncepció
A korai űrprogramok legfőbb problémája a tapasztalatok hiánya volt, azaz hogy a megvalósult fejlesztések mindig messze lemaradtak az igények mögött. Amikor John F. Kennedy elnök a Kongresszus támogatását kérte a Hold meghódításához, az USA űrrepülési potenciálja arra sem volt képes, hogy egy alig 1,5 tonnás űreszközt (benne egy humán utassal) Föld körüli pályára állítson, mivel az arra alkalmas eszközök még csak fejlesztési stádiumban voltak. Így a „mit kéne” és a „mit lehetne” kérdése élesen kettévált. A koncepción gondolkodók inkább a mit kéne kérdésre keresték a választ attól függetlenül, hogy a rendelkezésekre álló kapacitások mit tettek lehetővé, mivel lényegében nem létezett működőképes kapacitás semmire. Az így lényegében sötétben tapogatózó szakemberek, élükön Wernher von Braunnal így vázoltak fel egy 100 tonna tömegeket (űrhajót, holdjárót, felszereléseket, hajtóanyagot) megmozgató expedíciót.
Azonban a fizikai törvényszerűségek segítettek kirajzolni az utat. 1 kg-nyi hasznos tömeg Holdhoz juttatásához közel 60 kg-nyi össztömegű eszköz (rakéta, hajtóanyag, emberek, stb.) szükséges, amely a von Braun féle direkt leszállásos elképzelés 100 tonnát jóval meghaladó elképzelésével kapcsolatban hamar azt az eredményt adta, hogy egy kb. 8000 tonnás rakétát kell a Földről elindítani (az azidőtájt rendelkezésre álló legnagyobb eszközök alig 120 tonnát nyomtak). Ugyan von Braun tervezőasztalán már ott volt a Nova rakéta, mint a feladathoz kifejlesztendő hordozóeszköz, ám ez inkább volt egy követelményrendszer – lényegében egy lista egy papíron –, mintsem valós paraméterekkel rendelkező, akár csak lerajzolt állapotban levő „gyártmány”. A meglévő és a szükséges hardver közötti technikai ugrás minden tekintetében óriási kétségek emelkedtek: pénzügyi megvalósíthatatlanság, gyártási és logisztikai problémák (minthogy vajon miylen indítóállás szükséges egy ilyen gigásznak és azt hogyan üzemeltetik majd), de legfőképpen határidőbeli kétségek, miszerint ezt kilenc év alatt nem lehet tető alá hozni. A koncepciók középpontjába a feljuttatandó tömeg kérdése került, azaz leginkább annak valamilyen úton való csökkentése.
Von Braun ekkor azzal az ötlettel állt elő, hogy a feljuttatandó tömeget ha nem is tudja csökkenteni, de fel lehetne azt darabokra osztani és immár több, de kisebb rakéta indításával feljuttatni Föld körüli pályára. Ott a csomagokat össze lehet dokkolgatni, majd az űrszerelvény így indulhat el a Holdra. Kezdetben a rendelkezésre álló kisebb rakéták kapacitását megcélozva 10-15 rakéta, azaz 10-15 „csomag” indítását irányozták elő egyetlen expedícióhoz, majd amikor a hordozóeszközökre vonatkozó fejlesztési koncepcióból kiemelkedett egy, a megadott időkeretben megvalósíthatónak látszó óriásrakéta – a későbbi Saturn V –, akkor kettő ilyen eszköz indította két „csomaggal” számolt a koncepció (miközben utóbbi, kétrakétás alternatívára olyan terv is született, hogy az egyik rakétával indul a személyzetet szállító űrhajó, míg a másikkal egy teherűrhajó a felszereléssel és nem is kell randevú sem).
Ezzel az elképzeléssel az expedíció által leírt folyamat elején levő földi felbocsátás tömegproblémáját sikerült valamilyen mértékben megoldani (technikailag talán, pénzügyileg persze a legkevésbé sem), ám a koncepció nem adott semmilyen választ a folyamat másik végén, a holdfelszínen történő műveletek, főként a holdi felszállás problémájára.

## Konkurens elképzelések
A Holdra szállás végrehajtása vonatkozásában három, tudományosan is alátámasztott elméletet ismerünk:
- Direkt holdi leszállás
- EOR (Earth Orbit Rendezvous – Randevú Föld körüli pályán) koncepció
- LOR (Lunar Orbit Rendezvous – Hold körüli pályán végrehajtott randevú) koncepció

A NASA ebből a háromból választotta ki a később megvalósított elméletet a Holdra szállással kapcsolatban, bár ezen koncepciók inkább voltak fejlődési lépcsők, egy tervezési folyamat részei, mintsem egymással versengő alternatívák.
Az időben legkorábbi elképzelése, a direkt holdi leszállás szerint egyetlen rakétán egyetlen űrhajó startolt volna a Földről, amely azonnal a Holdhoz indult volna, majd ott azonnal (akár a Hold körüli pályára állás nélkül) leszállt volna a holdfelszínen. Később, a felszíni munka elvégeztével ugyanez az űrhajó szállt volna fel a holdfelszínről, majd kiszakadva a Hold gravitációjából hazafelé, a Föld felé vette volna az irányt, ahol a leszállással zárta volna az expedíciót. Ennek az elképzelésnek az volt a buktatója, hogy az űrhajónak magával kellett volna vinnie a holdi felszállás, majd a hazaút üzemanyag-szükségletét is, amely szükségszerűen nagyobb tartályokat, nagyobb és erősebb űrhajó szerkezetet kívánt volna meg és ezek a tényezők mind-mind növelték volna a Földről feljuttatandó tömeget, amelyre a 60-szoros szorzó érvényes. Ez az elképzelés vázolta fel a 8000 tonnás Nova rakétát, amely végül megmaradt az elképzelések világában és soha nem kezdtek hozzá a megvalósításához. A másik probléma (amelyet maga az EOR sem tudott feloldani), hogy a Holdról startoló, hazafelé tartó űrhajó (a szükséges hajtóanyag miatt) akkora lett volna, mint a Földön akkoriban felbocsátott Mercury-Atlas űrszerelvény, amelynek földi startjához is kiterjedt infrastruktúra és százas nagyságrendű személyzet volt szükséges, miközben a Holdon ez értelemszerűen nem állt rendelkezésre. 
Az időben utolsó elképzelés pedig a LOR, azaz a Hold körüli pályán végrehajtott randevú volt, amely egyben meg is haladta az EOR elképzeléseit, az összes probléma kiküszöbölésével, egyetlen rizikófaktor árán, miszerint a Holdról felszálló űrhajónak Hold körüli pályán kell találkoznia a fenn rá váró anyaűrhajóval. A koncepció azt mondta ki, hogy a Hold meghódítására induló űrhajó álljon pályára a Hold körül, majd a felszínre csak egy kicsi, csak a leszállásra és a felszállásra alkalmas eszköz szálljon le (miközben a Föld-Hold úthoz használt űrhajó Hold körüli pályán marad), így nem kell levinni a holdfelszínre egy csomó üzemanyagot, míg a felszálláshoz szükséges üzemanyag és űrhajóméret is óriási mértékben csökkenthető a kisebb méretigény miatt. Ezzel olyan mértékben csökkenteni lehetett a földi felbocsátás feljuttatandó tömegre vonatkozó igényét, illetve a holdi felszállás kiszolgálási igényét, amely egyrészt áthidalta mind a direkt leszállás, mind az EOR által felvetett összes problémát, másrészt a megvalósítható tartományba terelte az egész Apollo fejlesztési folyamatot. Az egyetlen aggály, hogy Hold körüli pályán kell találkoznia a hazafelé induló űrhajóegységeknek, inkább a tapasztalatlanságból fakadt: semmilyen tapasztalat nem volt arra, hogy akár a Föld körül is találkozni tud-e két űrhajó, nemhogy a Hold körül, illetve nagy volt az aggodalom, hogy ha valami balul sikerül, a Hold távolságába biztos, hogy semmilyen mentőexpedíciót nem tudnak szervezni.
A NASA végül – vállalva a rizikót – a harmadik, LOR változatot választotta hivatalos Holdra szállási metódusként.